# قائمة شخصيات مسلسل باب الحارة
هذه قائمة شخصيات مسلسل باب الحارة بجميع أجزائه.

صورة لغلاف مسلسل باب الحارة الجزء الأول

## الشخصيات

### عائلة أبو عصام
| الدور                                           | مؤدي الشخصية              | الجزء                     | المعلومات |
| ----------------------------------------------- | ------------------------- | ------------------------- | --- |
| شوكت أمين تقي الدين القناديلي (الحكيم أبو عصام) | عباس النوري               | 1، 2، 6، 7، 8، 9          | شوكت (أبو عصام)، حكيم حارة الضبع، حصل الاعتقاد باستشهاده ببداية الجزء 3 إلى أن كشف الجزء 5 أنه مسجون بسجن أرواد بعد توصيل رسالة منه إلى زوجته سعاد وأولاده عبر زميله الهارب من السجن أبو ذياب (أبو قاعود)، وقد عاد بالجزء 6 وتزوج من جاسوسة تدعى الممرضة ناديا |
| سعاد بنت عطا محمصاني (أم عصام)                  | صباح الجزائري             | 1، 2، 3، 4، 5، 6، 7، 8، 9 | زوجة شوكت القناديلي (أبو عصام) وأخت عقيد الحارة أبو شهاب وأبو قاسم، وأولادها: عصام، ومعتز، وجميلة، ودلال، وبوران. |
| عصام القناديلي (أبو شوكت)                       | ميلاد يوسف                | 1، 2، 3، 4، 5، 6، 7، 8، 9 | الابن الأكبر لأبو عصام وهو حلاق الحارة متزوج من ثلاث نساء لطفية بنت فريال في الجزء الأول ثم تزوج من هدى بنت أبو بشير في الجزء الثاني ثم فايزة بنت أبو النار في الجزء الخامس ومات في النهاية بالحرب |
| معتز القناديلي (أبو الجود)                      | وائل شرف مصطفى سعد الدين  | 1، 2، 3، 4، 5، 6، 7، 8، 9 | أخ عصام وهو عصبي واندفاعي يصبح عقيد حارة الضبع بعد آختفاء أبو شهاب المفاجئ، يطلق الرصاص على عنصر من الدرك بعد اظهار العزم على إزالة باب الحارة في الجزء الخامس ويهرب إلى الغوطة بعد أن يغدو مطلوبا للفرنسيين فيعيش في البرية مع اصدقائه وفي الجزء السابع يقع في حب سارة ابنة الحكيم موسى فيقرر خطفها والزواج بها ثم تسقط هيبته امام اهله وحارته ويتهم بقتل ظافر في الجزء التاسع لأنه هدده امام الناس وذاك لأن ظافر كان يحمل صورة دلال في جيبه ثم يعرف القاتل وهو سمعو بعد وجود غمد خنجر معتز في بيته وبيده ثم يقتل الكومندان بالجزء التاسع. |
| جميلة (أم حسن)                                  | تاج حيدر دانا جبر حلا رجب | 1، 2، 3، 4، 5، 6، 7       | الابنة الصغرى لأبو عصام وزوجة بشير |
| دلال                                            | أناهيد فياض روبين عيسى    | 1، 2، 3، 4، 5، 6، 7، 8، 9 | الابنة الوسطى لأبو عصام شخصية هادئة ومحبة، وزوجة إبراهيم ويستشهد زوجها وهي حامل في الجزء الرابع , تتزوج من سمعو في الجزء السابع , وتقوم بإجباره على الطلاق في الجزء الثامن , تعمل لدى المحامية جولي وتشارك في مظاهرات ضد الفرنساوي |
| نادية                                           | ميسون أبو أسعد            | 6، 7                      | "قطايف" الممرضة المداوية لأبو عصام، تدخل الحارة فجأة للبحث عن بيت أبو عصام ثم تلح عليه بأن يتزوجها فيوافق على ذلك بالسر ثم ينكشف أمره وتعرف زوجته أم عصام بأمره فيسكنهما معا في بيته. يسقط حملها ويسبق السقط اعترافها لزوجها بتخابرها مع الفرنسيين. تمرض بالسل ثم تموت بإحدى حلقات الجزء السابع فيحزن عليها أهل الحارة ويدفنونها بإحدى مقابر البلاد، بعد دخولهم في نزاع لفظي مع الطرف الفرنسي بشأنها إثر محاولته إلزامهم بتسليمها له كي يدفنها في فرنسا.                                                                                    |

### عائلة العقيد أبو شهاب
| الاسم الحقيقي | الدور                       | الجزء                                     | معلومات |
| ------------- | --------------------------- | ----------------------------------------- | --- |
| سامر المصري   | هشام عطا محمصاني (أبو شهاب) | 1، 2، 3                                   | (هشام) الأخ الأصغر لأبو قاسم وسعاد زوجة أبو عصام، صاحب بايكة بقوليات، وهو عقيد الحارة والموكل بحفظ أمنها ورعاية سكانها ومحتاجيها. تولى إدارة الحارة بعد مقتل الزعيم أبو صالح، قتل على يد أبو دراع في حارة أبو النار.                 |
| أيمن بهنسي    | منير عطا محمصاني (أبو قاسم) | 1، 2، 3، 4، 5، 6، 7، 8، 9، 10، 11، 12، 13 | (منير) الأخ الأكبر لأبو شهاب وسعاد زوجة أبو عصام، وهو صاحب الحمام، لا يجيد التصرف في المواقف المهمه وغالباً يسبب تفاقمها، يتزوج بالجزء العاشر, ويتزوج مرة ثانية من هدى بنت أبو بشير الفران بعد موت عصام، وتحديدا في الجزء الثالث عشر. |
| لا يوجد       | زهرية                       |                                           | زوجة العقيد ابو شهاب المتوفية تم ذكرها في الجزء الثالث |

### عائلة الادعشري
| الاسم الحقيقي   | الدور                                             | الجزء         | معلومات |
| --------------- | ------------------------------------------------- | ------------- | --- |
| بسام كوسا       | الإدعشري "محمد شاكر زهر الدين الشوال" (أبو معروف) | 1             | الإدعشري، تحول الظروف بينه وبين الوصول للمسروقات المخبئة في داره، ولمعاناته من التكتم على سره، الذي لا يعلم به الا هو و زوجته(نظمية)، يتوب ويعترف بذنبه ثم يموت بنهاية الجزء الأول، فيقرر الزعيم التستر عليه.(زعيم الحارة الأصلي و ارجل واحد فيها) |
| بسام كوسا       | زهر الدين الشوال (أبو محمد)                       | 1             | ظهر جد الادعشري في الحلقة 31،وهو مدفون في الخرابة في بيت الادعشري وهو صاحب كرامات وشيخ الحارة سابقآ وظهر يحذر الادعشري من العذاب الذي سيحدث له. |
| وفاء العبد الله | نظمية (أم معروف)                                  | 1             | زوجة الإدعشري . توفيت بسبب مرض الاكتئاب الحاد جراء مشاهدتها لدفن زوجها للحارس ابو سمعو |
| هامي البكار     | معروف الشوال                                      | 1             | الابن الأكبر للإدعشري وأحد شباب الحارة يعمل حمالاٌ في إحدى الحارات توفي بعد أن لدغته أفعى في بيته. |
| عاصم حواط       | صبحي الشوال (أبو عناد)                            | 1، 3، 4، 5، 6 | الابن الأصغر للإدعشري خرج من الحارة بعد وفاة والده وأخيه الأكبر وأمه إلى حارة الماوي هربا من ماضي أبيه الأسود ويعمل هناك لدى مختار حارة الماوي أبو صياح ينضم إلى الثوار في الغوطة مع سمعو بعد أن عفى عنه بسبب مقتل والده بمباركة أبو صياح. وأخيرا يعمل عند أبو جاسم صاحب الحمام، يخطب حسنية بنت أم عربي، يقتل في الجزء السادس على يد الكومندان الفرنسي. |
| رانيا أحمد      | شفيقة                                             | 1             | ابنة الادعشري وزوجة أبو دراع تذهب معه لكفر سوسة إذ قتل العقيد ابو شهاب و ادعى قتلها و لديها 3 أبناء |

### عائلة أبو بشير
| الاسم الحقيقي                                                | الدور                 | الجزء                                     | معلومات |
| ------------------------------------------------------------ | --------------------- | ----------------------------------------- | --- |
| حسن دكاك                                                     | حسن الفران (أبو بشير) | 1، 2، 3، 4، 5                             | صاحب الفرن والصديق الحميم لأبو عصام، وأحد عاضوات الحارة. تولى إدارة الحارة بشكل مؤقت بعد هروب رجال الحارة بعد الحصار توفي بعد الجزء الخامس.      |
| سحر فوزي                                                     | شهيرة (أم بشير)       | 1، 2، 3، 4، 5، 6، 7، 11، 12، 13           | زوجة أبو بشير تكره كنتها جميلة لأنها لم تنجب طفلا بعد وفي نهاية الجزء السابع تحمل من بشير فتفرح الأم بذلك, وفي الجزء 12 تتزوج من الشيخ عبدالعليم |
| أسامة حلال جوان الخضر يزن السيد                              | بشير الفران (أبو حسن) | 1، 2، 3، 4، 5، 6، 7، 8، 9                 | ابن أبو بشير وزوج جميلة بنت أبو عصام ويستلم الفرن بعد وفاة ابيه                                                                                  |
| رشا التقي نجلاء الخمري راما الراشد ريم نصر الدين وفاء الحسين | هدى                   | 1، 2، 3، 4، 5، 6، 7، 8، 9، 10، 11، 12، 13 | ابنة أبو بشير وزوجة عصام الثانية تنجب طفلة اسمها شهيرة وتنجب بنت اخرى في الجزء السابع اسمها رقية، ثم تحبل في الجزء العاشر بعد موت عصام بالقصف.   |

### عائلة أبو إبراهيم
| الاسم الحقيقي | الدور                       | الجزء         | معلومات |
| ------------- | --------------------------- | ------------- | --- |
| عصام عبه جي   | محمد الدالاتي (أبو إبراهيم) | 1، 2، 3       | صاحب محل القماش، وأحد عاضوات الحارة وتوفي في الحلقة الخامسة عشرة من الجزء الثالث بعد صراع مع المرض                                                      |
| فدوى محسن     | عادلية (أم إبراهيم)         | 1، 2، 3، 4، 5 | عادلية زوجة أبو إبراهيم طيبة القلب وفقدت وعيها بعد استشهاد إبنها الوحيد إبراهيم ببداية الجزء الرابع، سافرت مع أخيها إلى العمرة، ثم توفيت بالجزء الخامس. |
| محمد رافع     | إبراهيم الدالاتي            | 1، 2، 3       | زوج دلال بنت أبو عصام، إستشهد في المعركة مع الفرنسيين أول الجزء الرابع.                                                                                 |
| ياسين أرناؤوط | فكري الدالاتي (أبو نصوح)    | 3             | أخو أبو إبراهيم. يطالب بنصف بيت أبو إبراهيم طمعا في المال. ثم تحضر أم إبراهيم بصحبة عمة إبنها لتشهد ضده أنه نصاب                                        |

### عائلة أبو خاطر
| الاسم الحقيقي                  | الدور                         | الجزء                       | معلومات |
| ------------------------------ | ----------------------------- | --------------------------- | --- |
| سليم كلاس                      | "محمد ناجي" النحاس (أبو خاطر) | 1، 2، 3، 4، 5               | النحّاس (يبيع النحاسيات)، وأحد عاضوات الحارة، يصاب بالفالج في الجزء الثالث. ثم يشفى منه ويوكل إبنه خاطر بإدارة محله.ويموت عندما ذهبوا لينقذوا أبو عصام |
| إيمان عبد العزيز عزة البحرة    | (إم خاطر)                     | 1، 2، 3                     | زوجة أبو خاطر، تقع من فوق السلم وتموت في الجزء الثالث |
| ديمة الجندي                    | زهرة (أم محمد)                | 1، 2، 3، 4                  | ابنه أبو خاطر وزوجة رياض، وهي صماء وبكماء، يعود لها نطقها وسمعها بعد إنجابها أول طفل لها (محمد) بعد موت أمها في الجزء الثالث، تنتقل للعيش في طرابلس مع زوجها.                                                                                                 |
| علاء الزعبي يحيى بيازي         | خاطر النحاس                   | 1، 2، 3، 4، 5، 6، 7 ، 8 ، 9 | ابن أبو خاطر. وصديق معتز ابن أبو عصام أصيب في معركة الحارة مع الفرنسيين بجراح بليغة. ويسكن لدى أم جوزيف خلال فترة علاجه. تزوج من قريبة الشيخ عبد العليم شيخ الحارة.                                                                                           |
| ديمة قندلفت إمارات رزق عهد ديب | خيرية (أم الجود)              | 1، 2، 3، 4، 5، 6، 7 ،8      | ابنه أبو خاطر الثانية، تزوجت من شاب آخر غير معتز بعد أن تأخر معتز في خطبتها لعدم رغبته في الزواج قبل سنوية أبيه ولم تكن هي راضيه عن زواجها بغيره، ثم تنفصل عنه، وتتزوج معتز وتنجب له جود، ثم توفيت في الجزء الثامن بسبب كسر ظهرها وقهرها من معتز توفيت حلقه20 |
| قيس الشيخ نجيب جهاد عبده       | رياض محمود النحاس (أبو محمد)  | 1، 3، 4                     | زوج زهرة ويعمل عند والدها أبو خاطر، ثم يستقل بعمله، ويستأجر دكان أبو سمير الحمصاني مما يزيد من حقد أبو غالب على الحارة وأهلها بعد أن رفضوا إعطاءه ذلك الدكان. يغادر إلى طرابلس بعد أن وفر له أحد النحاسين بطرابلس عملا هناك                                   |
| رنا شميس لوريس قزق             | سميرة                         | 5، 7                        | زوجة خاطر، قريبة الشيخ عبد العليم، امرأة كسولة، دفعها كسلها إلى عدم الاهتمام بالبيت وضجرها من العمل فيه، إلى أن تتلقى صفعة قوية من زوجها خاطر |

### عائلة أبو حاتم
| الاسم الحقيقي          | الدور                                 | الجزء                 | معلومات |
| ---------------------- | ------------------------------------- | --------------------- | --- |
| وفيق الزعيم سليم صبري  | بهجت حاتم الشامي (أبو حاتم)           | 1، 2، 3، 4، 5، 6، 7   | بهجت الشامي، صاحب قهوة الحارة، وأحد عاضوات الحارة، وصهره العقيد أبو شهاب. تولى إدارة الحارة بعد إختفاء أبو شهاب من الحارة بشكل مؤقت. اتهم بقتل العريف نوري وأبو طاحون ويهرب إلى ثوار الغوطة حتى اكتشاف عمالة مأمون بيك للفرنسيين، يأتي خبر وفاته في بداية الجزء الثامن            |
| صباح بركات ناهد الحلبي | نظيرة "نورة" أام حاتم)                | 3، 4، 5، 6، 7، 8، 9،  | زوجة أبو حاتم. أنجبت ولدًا في الجزء الأول ولكنه مات بعد أن أخذها النوم وهي ترضعه وقد أوشك أبو حاتم على تطليقها بسبب ذلك لولا ان هدأته أم زكي ومن ثم انجبت ولد في نهاية الجزء الثالث.                                                                                               |
| جومانا مراد خلود عيسى  | شريفة                                 | 3، 4، 5، 6، 7، 8، 9   | ابنة أبو حاتم، وزوجة العقيد أبو شهاب رفضت في البداية الزواج منه بسبب خوفها منه بسبب ما كانت تسمع عنه وعن رجوليته وقوته فظنت إنه مخيف قاسي القلب ولكنها رضيت الزواج منه بعد أن أقنعها والدها بذلك واكتشفت بعد الزواج كم هو طيب القلب وهي معلمة القراءة والكتابة والحساب في الحارة. |
| رواد عليو              | حميدة                                 | 3، 4، 5               | ابنة أبو حاتم تتزوج من الطبيب حمزة في الجزء الرابع تتعلم التمريض على يد زوجها حمزة وتنتقل مع زوجها للعيش خارج الحارة |
| لمى إبراهيم            | إفتكار                                | 3                     | ابنة أبو حاتم |
| علا بدر                | نوال                                  | 3                     | ابنة أبو حاتم |
| فداء كبرا              | مطيعة (أم كرم)                        | 3، 4، 5، 6، 7 ، 8 ، 9 | ابنة أبو حاتم وخطيبة مسلم الذي توفي في المعركة، ثم تزوج عبدو في الجزء السادس وتنجب له وطفل في الجزء السابع سمته كرم. |
| نايا الأندلس           | سحر                                   | 3، 4، 5، 6، 7         | ابنة أبو حاتم |
| مرح زيتون              | فادية                                 | 3، 4، 5، 6، 7         | ابنة أبو حاتم |
| عبدالهادي الصباغ       | نشأت حاتم الشامي "القهوجي" (أبو حازم) | 8، 9                  | أخ أبو حاتم الثاني ويستلم مكانه القهوة ويصبح أحد عضاوات الحارة ثم يقتل على أيدي الفرنسيين بعدما عرفوا بإحتوائه صفا التي يتعبرونها مجرمة بقتل ثلاثة عناصر من الدرك |
| لا يوجد                | عبدالرحمن حاتم الشامي "أخ أبو حاتم"   | 1                     | وهو متوفي ولم يتم ذكره في أي مشهد ولكن تم ذكره في كلام بين أبو مرزوق وأبو سمير الحمصاني |

### عائلة الزعيم أبو صالح
| الاسم الحقيقي          | الدور                        | الجزء                      | معلومات |
| ---------------------- | ---------------------------- | -------------------------- | --- |
| عبد الرحمن آل رشي      | عمار الضبع (الزعيم أبو صالح) | 1، 2                       | زعيم حارة الضبع (أبو صالح)، وهو رجل طيب وكريم ، يموت ابنه صالح ، يُقتل الزعيم أبو صالح على يد الجاسوس صطيف في الجزء 2 الثاني الحلقة 2 الثانية |
| وفاء موصللي            | فريال (أم توفيق) أو(أم كامل) | 1، 2، 3، 4، 5، 6، 7، 8، 9  | فريال أم لطفية وهي التي تحيك المشاكل بين نساء الحارة، وهي سبب طلاق سعاد من أبو عصام. وهي ابنة أخ الزعيم أبو صالح، تزوجت في الجزء الرابع من مأمون بيك، و تطلقت منه بعد أن اكتشفت بأنه ليس ابن عمها الغائب أكثر من أربعة عقود في الخارج وإنما هو جاسوس للفرنسيين جاء ليندس في حارة الضبع، وفي الجزء السابع تزوجت أبو النار، ثم طلقها لرفض طلباته، و في الجزء التامن تزوجت من أبو ظافر بعد وفاة زوجته الأولى (فاطمة) وأصبحت ارمله بعد وفاته. |
| ليليا الاطرش أريج خضور | لطفية                        | 1، 2، 3، 4، 5، 6، 7، 8 ، 9 | بنت فريال وزوجة عصام ابن شوكت (أبو عصام)، طلقها عصام في الجزء الثاني وردها في الجزء الثالث وأنجبت له طفلة اسمها سعاد وانجبت له طفلة في الجزء السابع اسمها شام. |
| فايز قزق               | مأمون كامل الضبع (أبو كامل)  | 4، 5                       | (الملازم نمر) ضابط سوري يعمل رئيس للمحققين العسكرين بالأمن العام. يكلف بمهمة التجسس لحساب الفرنسيين على حارة الضبع. إشتهر بحبه للتعذيب وسفك الدماء، تولى تعذيب أبو عصام وأبو دياب بسجن أرواد. يتقمص شخصية مأمون بن كامل الضبع ابن أخ الزعيم أبو صالح ويتزوج من فريال ابنة أخ الزعيم أبو صالح، تولى إدارة الحارة رسميا بعد وصوله إلى الحارة . قتل على يد أهل الحارة جميعهم بعد اكتشاف عمالته للفرنسيين في نهاية الجزء الخامس.              |
| ابراهيم كيكي           | صالح الضبع                   | 1                          | ابن الزعيم أبو صالح الزعيم حارة الضبع. سافر مع صديقه المسيحي إلى الأرجنتين للدراسة. وصل نبأ وفاته بعد عشرة أشهر إلى الزعيم أبو صالح من خلال أسقف الكنيسة بعد وصول صديقه إلى الشام. ظهر بمشهد واحد فقط في الجزء الأول |
| لا يوجد                | عبدالقادر الضبع              | ظهر مع أخيه في الجزء الأول | ابن زعيم حارة الضبع أبو صالح. توفي في الحرب مع الثوار في الغوطة عام 1925م قبل وفاة صالح بسنوات ولم يظهر في أي مشهد في أي جزء فقد تم ذكره في الجزء الأول فقط. |
| لا يوجد                | كامل الضبع                   | لم يظهر                    | اخو الزعيم ابو صالح سافر قبل 45 عام من احداث الجزء الرابع مع إبنه مأمون. |

### عائلة أبو بدر
| الاسم الحقيقي         | الدور                     | الجزء                     | معلومات |
| --------------------- | ------------------------- | ------------------------- | --- |
| محمد خير الجراح       | مروان البوابيري (أبو بدر) | 1، 2، 3، 4، 5، 6، 7، 8، 9 | (مروان البوابيري) جار شوكت (أبو عصام)، زوجته هي من يتحكم به ويخاف منها، لم يشارك في الدفاع عن الحارة لضعفه وجبنه، وفي الجزء الثامن يرمي الطلاق بالثلاثة على زوجته، ويتزوجها أبو عصام للتحليل ثم يعيدها لعصمته. |
| ليلى سمور شكران مرتجى | فوزية (ام بدر)            | 1، 2، 3، 4، 5، 6، 7، 8، 9 | زوجة أبو بدر، وهي السبب الأساسي لطلاق سعاد من أبو عصام تحاول دائما إثارة المشاكل وهي من تتحكم في زوجها. |
| ايهم يغمور            | بدر البوابيري             | 1، 2، 3، 4، 5             | ابن أبو بدر، أصبح يعمل خارج الحارة بعد الجزء الخامس. |

### عائلة أبو ظافر
| الاسم الحقيقي             | الدور                 | الجزء        | معلومات |
| ------------------------- | --------------------- | ------------ | --- |
| أيمن زيدان أسعد فضة       | حسن زيئبيق (أبو ظافر) | 6، 7، 8، 9   | صاحب بايكة الغنم، وهو من عاضوات الحارة وقد كان فقيراً عندما غادر الحارة إلى حلب من ايام الزعيم أبو صالح وعاد في الجزء السادس وهو رجل غني وطيب وكريم ومهاب ويطمع لزعامة حارة الضبع، يغار من أبو عصام وأبو حاتم لكونهم الأقرب للزعامة.                          |
| مرح جبر                   | فاطمة (أم ظافر)       | 6، 7         | زوجة أبو ظافر وهي تكره الخادمة بهية لانها عرفت حقيقتها بعد زواجها من ابنها ظافر توفيت في بداية الجزء الثامن في المدينة المنورة أثناء رحلة الحج دائماً ما كانت تُحرض أبو ظافر لإلحاق الضرر بأبو عصام وتقنعه بإنه الأولى ب الزعامه ثم تموت في بداية الجزء الثامن |
| معتصم النهار الليث المفتي | ظافر زيئبيق           | 6، 7، 8، 9   | ابن أبو ظافر وزوج الخدامة بهية، قتل على يد سمعو في الجزء التاسع. |
| جانيار حسن                | نعمة                  | 6، 7 ، 8 ، 9 | بنت أبو ظافر كانت تحب الخادمة بهية كثيرا لكن في الجزء السابع تكرهها بسبب ما تفعله بامها |
| ليا مباردي                | بهية                  | 6، 7 ، 8 ، 9 | خادمة ام ظافر تتزوج ظافر بعد ان يعلم أبو ظافر انها انكشفت على ظافر تبدا في الجزء السابع بغيظ ام ظافر وتنظر اليها بنظرات حقد |
| عبدالرحمن قويدر           | قاعود زيئبيق          | 6، 7 ، 8 ، 9 | ابن أبو ظافر من زوجته القديمة الذي لا أحد يعلم بقصته ويعمل في بايكة أبو ظافر لديه مرض عقلي ويحلم بالزواج |

### عائلة أبو سمعو الحارس
| الاسم الحقيقي | الدور                        | الجزء                  | معلومات |
| ------------- | ---------------------------- | ---------------------- | --- |
| رياض كبرة     | خالد الفحل (الحارس أبو سمعو) | 1                      | حارس الحارة الأول. قتل على يد الإدعشري بعدما ضبطه يسرق الذهب من منزل أبو إبراهيم. |
| فادي الشامي   | إسماعيل الفحل "سمعو"         | 1، 3، 4، 5، 6، 7، 8، 9 | (إسماعيل ابن خالد) ابن الحارس أبو سمعو، حلمه العمل مع الدرك، يظهر في الجزء الثالث وقد عمل مع الدرك ليحاول معرفة من قتل أبوه وقد عفا عن ابن قاتل أبيه صبحي وأصبحا أخوين وإنضما إلى أبو حسن ورجال الغوطة ويتزوج من دلال بنت الحكيم أبو عصام لكنه يعاملها معاملة سيئة فيضطروا إلى حرمانه منها ويسجن ومن ثم يصاب بالجنون ويستمر بالهلوسه ☻ |
| سناء سواح     | (أم سمعو)                    | 1                      | مرت أبو سمعو تقلق على زوجها فتطلب المساعدة من الزعيم أبو صالح |

### عائلة أبو ديبو
| الاسم الحقيقي     | الدور                       | الجزء         | معلومات |
| ----------------- | --------------------------- | ------------- | --- |
| عدنان أبو الشامات | (أبو ديبو)                  | 1، 2، 3، 4، 5 | زوج فريزة أخت أبو حاتم في الجزء الأول يطلق زوجته ويرجعه في الجزء الثالث يعمل عند أبو حاتم شارك في الدفاع عن الحارة. |
| رغداء سلمان       | فريزة حاتم الشّامي (أم ديبو) | 3             | فريزة أخت أبو حاتم وزوجة أبو ديبو تذهب للعيش عند أبو حاتم بعد مشاكل مع زوجها بسبب المال في الجزء الثالث.            |
| عمر سامر المصري   | ديبو                        | 1، 2، 3       | أبن أبو ديبو كان يعتبر أبو حاتم كأب له لأنه من رباه.                                                                |

### عائلة أبو سليم
| الاسم الحقيقي   | الدور                     | الجزء                                        | المعلومات |
| --------------- | ------------------------- | -------------------------------------------- | --- |
| محمد قنوع       | سعيد الحميماتي (أبو سليم) | 1، 2، 3، 4، 5، 6، 7، 8، 9، 10، 11، 12، 13    | زوج بوران ابنة أبي عصام، كان يهوى تربية الحمام، ثم يعمل حلاقاً ليتجه أخيراً إلى مهنة تحضير وبيع الفول والحمص                             |
| أمية ملص        | بوران (أم سليم)           | 1، 2، 3، 4، 5، 6، 7، 8 ، 9، 10 ، 11 ، 12، 13 | ابنة أبي عصام الكبرى وزوجة سعيد |
| ماسة الجمال     | هدية                      | 1، 2، 3، 4، 5، 6، 7، 8، 9                    | ابنة سعيد الكبيرة، في الجزء الخامس يقرر سعيد أمر زواجها في عمر 12 ولكنه يرفض في النهاية. يخطبها أبو ظافر لابنه في الجزء السابع ويطلقها |
| أدهم بسام الملا | سليم الحميماتي (أبو سعيد) | 1، 2، 3، 4، 5، 6، 7، 8، 9                    | ابن سعيد الصغير، يبدأ بمساعدة أبيه في بيع الفول والحمص في الجزء السادس                                                                 |

### باقي حارة الضبع
| الاسم الحقيقي     | الدور                            | الجزء                                     | معلومات |
| ----------------- | -------------------------------- | ----------------------------------------- | --- |
| عادل علي          | الشيخ عبدالعليم الحسيني          | 1، 2، 3، 4، 5، 6، 7، 8، 9، 10، 11، 12، 13 | شيخ الحارة، الشيخ الذي يفتي في أمور الشرع في الحارة، ويصلح بين المتخاصمين. |
| محمد الشماط       | عبدالسلام الملا (أبو مرزوق)      | 1، 2، 3، 4، 5، 10، 11                     | الخضرجي، وأحد عاضوات الحارة. شارك في الدفاع عن الحارة ينوب ابنه في الدكانة بعد مرضه |
| مأمون الفرخ       | راتب الحمصاني (أبو سمير)         | 1                                         | صاحب محل الحمص والفول، يطلب ابو صالح زعيم الحارة من أبو سمير أن ينفذ مهمة، ولكن يقتل على يد صطيف الأعمى في الجزء الأول. |
| علي التلاوي       | صلاح الدين الحكواتي (أبو عادل)   | 1، 2، 3                                   | حكواتي الحارة. وينتقل للعيش خارج حارة الضبع. |
| ادهم الملا        | حافظ إسكافي (أبو محمود)          | 1، 2، 3، 4، 5                             | أحد رجال الحارة كبير في السن ويعمل إسكافي، يحتجزه الملازم نمر في بيته حتي لا يفضح شخصيته لأهل الحارة |
| رياض نحاس         | توفيق مصطفى (أبو ممدوح)          | 4، 5                                      | حكواتي الحارة الجديد بدلا من أبو عادل، أخوه أبو تيسير بحارة المسكي ولديهم باب مشترك يفصل الحارتين ببعض. وهو أحد عاضوات الحارة. |
| صبحي الرفاعي      | حسن مرعي (أبو مرعي)              | 5                                         | طيان الحارة. إستولى الملازم نمر على بيته بعد أن أرسل له أبو ساطور لضربه حتى يضغط عليه لبيع البيت. |
| هدى شعراوي        | هدى بنت حسين الفاكهاني (أم زكي)  | 1، 2، 3، 4، 5، 6، 7، 8، 9، 10، 12، 13     | الداية، تقوم بالعديد من الأعمال في الحارة وخاصة التي تخص النساء. |
| حسام تحسين بيك    | هاشم القيرواني (الحارس أبو ماجد) | 1، 2                                      | حارس الحارة الثاني يتولى الحراسة بعد اختفاء الحارس أبو سمعو والعلم بمقتله في الجزء الأول. يرحل بأمر من البلدية لحارة أخرى قبل بداية الجزء الثالث. |
| جرجس جبارة        | سامر الآيوبي (الحارس أبو فارس)   | 3، 4، 5، 6، 7، 8، 9                       | حارس الحارة الثالث بعد رحيل الحارسين أبو سمعو وأبو ماجد. |
| حسام الشاه        | عبده (أبو الكرم)                 | 1، 2، 3، 4، 5، 6، 7، 8، 9                 | أجير أبو قاسم ويعمل معه في الحمام يرغب بشدة في الزواج وإنجاب ولد يقرر ان يعمل في عملين حتى يتمكن من جمع المال والزواج بماله وتعبه. تولى مسؤولية مخزن أبو شهاب بعد وفاته، يتزوج من مطيعة بنت أبو حاتم بعد استشهاد خطيبها مسلم يتزوجه في الجزء السادس تنجب له طفلا في الجزء السابع ويسميه كرم.     |
| رائد مشرف         | مسلم مالك (أبو مالك)             | 1، 2، 3                                   | (أبو مالك) أجير أبو حاتم وخطيب إبنته إستشهد في معركة الحارة مع الفرنسيين مع إبراهيم وأدهم. |
| براء الزعيم       | الحكيم حمزة أبو حجر              | 3، 4، 5، 6 ، 8، 9                         | طبيب الحارة وزوج حميدة ابنه أبو حاتم، من حارة الماوي ويسكن في حارة الضبع، وهو عضو في الكتلة الوطنية لتحرير الشام. |
| سمير الشماط       | فتحي                             | 2، 3، 4، 5                                | شاب عفى عنه أبو شهاب بعد ما اكتشف أنه سارق، ومن ثم وظفه عنده في المخرن. يساعد عبدو في إدارة أمور مخزن أبو شهاب. |
| عبد الهادي الصباغ | الشيخ فهمي                       | 6                                         | شيخ ضرير يعمل في تعليم أطفال حارة الضبع للقراءة والكتابة، يقتله الواوي بعد اتهامه له بقتل صديقه فياض ومواجهته له بأنه قد وضع يده على المجوهرات المسروقة من بيت أبو ظافر ومن ثم قد قام بإعادتها إليه دون أن يخبره بأنه هو السارق، واتمام حديثه بمطالبته له بالتوبة والرجوع إلى الله.              |
| مصطفى الخاني      | ياسين مرمرتيني "الواوي"          | 6                                         | جاسوس على حارة الضبع وهو أخو النمس ويريد ان ينتقم من حارة الضبع لمقتل اخيه وكان صديق فياض ويريد ان يصبح عكيد حارة الضبع وهو سبب في ما يحصل في الحارة ويقتل عزيز وصديق فياض وشيخ فهمي كي لا يفضحونه ويقتل على يد العقيد معتز في نهاية الجزء السادس.                                               |
| شادي مقرش         | فياض                             | 6                                         | أبن أخت أبو محمود دخل إلى الحارة كمسكين فيبدو وكأنه ليس شريكا في جرائم الواوي ثم يثبت أنه شريكه في سرقة مجوهرات بيت أبو ظافر. يفشل في قتل أبو حاتم بالسكين، والتي يستلها منه أبو حاتم ليوجه له طعنة بها فيسقط نازفا على الأرض وبينما يسعى أهل الحارة لإسعافه يقوم الواوي بقتله خنقا لكيلا يفضحه. |
| سامر شالاتي       | مرزوق الملا                      | 6، 7، 8، 9                                | ابن أبو مرزوق ينوب عن ابيه في الدكانة بعد مرض ابيه. |

### عائلة أبو النار
| الاسم الحقيقي                  | الدور                     | الجزء                                      | معلومات |
| ------------------------------ | ------------------------- | ------------------------------------------ | --- |
| علي كريم                       | زكريا البيطار (أبو النار) | 1، 2، 3، 4، 5، 6، 7، 8، 9، 10، 11 ، 12، 13 | عقيد حارة أبو النار ويعمل حداد، طيب القلب لكنه سريع الغضب لذلك يسهل التحكم به، يساعد حارة الضبع على مقاومة الفرنسيين. تولى توفير المؤونة لحارة الضبع خلال حصار الفرنسيين، تزوجت إبنته فايزة بعصام الحلاق وقد كان في أول ثلاثة أجزاء عدوا مع حارة الضبع وخصوصا أبو شهاب وأبو عصام. تزوج من فريال في الجزء السابع ثم يطلقها بعد ايام قليلة. |
| هنوف خربطلي هلا يماني مجد نعيم | فايزة                     | 5، 6، 7، 8 ، 9 ، 10، 11، 12، 13            | ابنة أبو النار. تزوجها عصام الحلاق على زوجتيه لطفية وهدى وانجبت له طفلة في الجزء السابع اسمها زينب |
| يوسف بازال زين عطاف            | يحيى البيطار              | 7، 10 11، 12، 13                           | يحيى ابن أبو النار من زوجته اللبنانية الذي طلقها منذ سنوات وعندما يرجع يعيش عند اباه |

### رجال حارة أبو النار
| الاسم الحقيقي | الدور                       | الجزء                     | معلومات |
| ------------- | --------------------------- | ------------------------- | --- |
| هيثم جبر      | صخر (أبو الحكم)             | 1، 2، 3، 4، 5، 6، 7، 8، 9 | من رجال أبو النار، ويعمل عنده في المحل. تقاتل مع الإدعشري وتمكن من إصابة في يده والتي قطعت فيما بعد وهو رفيق أبو ساطور |
| نزار أبو حجر  | عبد الحفيظ الدلو (أبو غالب) | 1، 2، 3، 13               | بائع البليلة، يحاول إشعال الفتنه بين حارة الضبع وحارته حارة أبو النار ويكره أبو عصام بسبب اعتقاده بأنه سبب وفاة زوجته وإبنه بعد طلبه الشديد لمداوتهما وحارة الضبع. ترك حارته لسبب غير معروف وباع بيته إلى النمس في الجزء الرابع.                                                                         |
| رامز عطا الله | عبده حديد (أبو ساطور)       | 1، 4، 5، 11، 12، 13       | من رجال أبو النار، ويتسبب بمشاكل بين الحارات. هرب إلى بيروت بعد مشاجرة مع شخص واعتقاده بأنه قتل ذاك الشخص. يعود إلى حارة أبو النار ويعمل لدى مأمون بيك ويكلفه بقتل أبو هلال مساعد مأمون بيك. اتهم بقتل أبو هلال ثم دخل السجن. خرج من السجن بعد صفقة مع أبو جودت رئيس المخفر ببيعه بيته مقابل إطلاق سراحه |
| رامز أسود     | ذياب الحداد (أبو دراع)      | 1، 4، 5                   | صهر الإدعشري، وكان يعمل عند أبو النار. قتل العقيد أبو شهاب بعد خروجه من منزل أبو النار لكونه سكرانا بدافع السرقة. يتوب ويدافع عن معتز أثناء محاولة الفرنسيين قتله. يعفو عنه أهل حارة الضبع |
| مصطفى الخاني  | ماجد مرمرتيني "النمس"       | 4، 5، 7، 8، 9             | من حارة أبو النار، وقد كان محبوساً في السجن لارتكابه جريمة ثم خرج منه، عمل مع مأمون بيك، ودائماً يسبب المشاكل. كشف شخصية مأمون بيك وبذالك تولى مسؤولية شراء البيوت من أصحابها لحساب مأمون بيك. يُشاع أنه قتل، لكنه يظهر لرجال حارة الضبع ليكشف حقيقة مأمون بيك                                              |
| داود الشامي   | أبو الطماير                 | 3                         | من حارة أبو النار، إستعمله أبو غالب لإخراج الذهب من بيت عمة أبو النار ولكنه كان كذاباً |
| جمال العلي    | تنكة                        | 6، 7، 8، 9                | تنكة ابن خالة أبو الحكم وهو محراك الشر الجديد بين الحارة وهو يكتشف زواج أبو عصام من ناديا ويقطع رزق الناس |

### عائلة الحكيم موسى
| الاسم الحقيقي | الدور               | الجزء   | المعلومات |
| ------------- | ------------------- | ------- | --- |
| جهاد سعد      | مسى نعوم (أبو نسيم) | 7       | زوج حنة وهو يعمل حكيم صديق أبو عصام ينصدم عند موت زوجته بسبب ابنته سارة                                                                                           |
| أمانة والي    | قلتيه (أم نسيم)     | 7       | زوجة موسى، متعلّقة بأولادها كثيراً، تموت حزناً على ابنتها سارة التي هربت دون تفكير                                                                                   |
| يامن حجلي     | نسيم نعوم           | 7       | الابن الأصغر للحكيم موسى، عصبي وطائش، يتبع صديقه موريس الذي يجلب له المشاكل فيتقاتل مع حارة الضبع                                                                 |
| كندة حنا      | سارة                | 7، 8، 9 | ابنة الحكيم موسى، وهي ماهرة في الأشغال اليدوية كالنحت والحياكة، يتعلّق قلبها بمعتز ويتعلق بها، فتهرب من بيتها لتلجأ إلى بيت أبي عصام، ما يثير الفتن، فيتزوجها معتز |

### شخصيات حارة اليهود
| الاسم الحقيقي | الدور        | الجزء | معلومات |
| ------------- | ------------ | ----- | --- |
| نضير لكود     | الحاخام نعوم | 7     | حاخام حارة اليهود وزعيمها، وصديق الشيخ عبد العليم. |
| محمد حمادة    | موريس        | 7     | شاب يهودي وصديق نسيم كان يريد أن يتزوج من سارة ولكن معتز تزوجها فيذهب ليتشاجر مع معتز ولكن زعتر تصدى له ويأتي هلال لقتل موريس ولكنه يقتل زعتر عن طريق الخطأ. |
| سناء سواح     | (أم موريس)   | 7     | سيدة يهودية وصديقة حنة (أم نسيم) كانت تريد أن تزوج موريس من سارة.                                                                                            |
| رشا رستم      | هاجر         | 7     | فتاة يهودية صديقة سارة تقدم لسارة النصائح أثناء علاقتها بـمعتز.                                                                                              |

### رجال الدرك
| الاسم الحقيقي | الدور                           | الجزء                             | معلومات |
| ------------- | ------------------------------- | --------------------------------- | --- |
| زهير رمضان    | مرعب القضماني (الرقيب أبو جودت) | 1، 2، 3، 4، 5، 6، 7، 8، 9، 11، 12 | رئيس مركز الشرطة على أربع حارات، وهو ضابط فاسد يحب الارتشاء دائمًا و يحاول إثبات سيطرته على الحارة. أوقع به عصام جراحا بليغة بعد معركة دامية في مبنى الدرك عقب سرقته سلاح معاونه نوري للتخلص منه. وينجو من محاولة اغتيال راح ضحيتها العريف نوري. |
| هاني شاهين    | العريف نوري                     | 1، 2، 3، 4، 5                     | مساعد أبو جودت رئيس مخفر الحارة، تسبب أبو جودت بطرده من وظيفته بعد أن سرق سلاحه وأصبح فقيرا معدماً. وبعد عودته إلى المخفر قتله أبو شاكر أحد رجال مأمون بيك بالخطأ بعد اعتقاده بأنه أبو جودت                                                      |
| احمد محاسنة   | العريف رستم                     | 4، 5، 6، 7، 8                     | مساعد أبو جودت رئيس مخفر الحارة، عين في المخفر بعد طرد العريف نوري من الخدمة العسكرية. |
| جمال قبش      | الكومندان الفرنسي               | 4، 5، 6، 7، 8، 9                  | قائد الجيش الفرنسي التي قام بحصار حارة الضبع. والمستشار العسكري لسوريا أثناء الانتداب الفرنسي وهو المسؤول المباشر لمأمون بيك وناديا ويقتل على يد العكيد معتز في الجزء التاسع.                                                                   |
| واثق سليمان   | النقيب جان ميران                | 3                                 | قائد المجموعة الأولى التي قامت بحصار حارة الضبع وقتل على يد رجال الحارة وعمه هو القائد العسكري للجيش الفرنسي بالشام. |
| واثق سليمان   | القائد العسكري بالشام           | 4، 5                              | القائد العسكري للجيش الفرنسي بالشام وعم النقيب جان ميران |
| علاء قاسم     | الملازم فادي                    | 4، 5، 10                          | رقيب في الجيش الفرنسي. أصبح مسؤولا عن الأمن العام بسوريا وينفذ أمر الكومندان بخلع باب حارة الضبع ثم يهرب في الجزء العاشر من الجيش الفرنسي |
| محمد أمين     | المترجم الفرنسي                 | 1، 2، 3                           | مترجم الجيش الفرنسي. تم أسره بعد معركة حارة الضبع مع القوات الفرنسية وتم تهريبه إلى رجال الغوطة |
| مصطفى المصطفى | مزين فتوح                       | 8، 9، 11، 12                      | عين بديل للعريف رستم بعد رحيله |

### ثوار الغوطة
| الاسم الحقيقي   | الدور                         | الجزء         | معلومات |
| --------------- | ----------------------------- | ------------- | --- |
| محمد خرماشو     | (أبو حسن)                     | 1، 2، 3، 4، 5 | زعيم ثوار الغوطة ساعد حارة الضبع كثيرا وحرر أبو شهاب وجماعته من الأسر في آخر الجزء الثاني ثم إستشهد في معركة مع الفرنسيين في الجزء الخامس.                                                                                         |
| هيثم عساف       | عبد الوهاب (أبو زين الدين)    | 1، 2          | مساعد أبو حسن إستشهد في كمين للدرك الفرنسي أثناء تحرير جماعة أبو شهاب من الأسر. |
| نوار بلبل       | علي الزيبق ابو يوسف الفلسطيني | 1، 4          | مساعد أبو حسن إستشهد في كمين للدرك الفرنسي صبيحة عرسه بالجزء الأول وفي الجزء الثاني استشهد من الدرك لمراقبة النهر |
| ابراهيم كيكي    | (أبو احمد الشامي)             | 3، 4، 5       | مساعد أبو حسن زعيم ثوار الغوطة. بعد استشهاد أبو حسن بالجزء الخامس أصبح هو زعيماً لثوار الغوطة. |
| رياض وردياني    | (أبو النور)                   | 2، 3          | أحد تجار حلب الذين تعاقد معهم العقيد أبو شهاب في سبيل شراء صفقة أسلحة. |
| خليل حداد       | (أبو طوني)                    | 2، 3          | أحد تجار حلب الذين تعاقد معهم العقيد أبو شهاب في سبيل شراء صفقة أسلحة. |
| بسام دكاك       | (أبو علي الفلسطيني)           | 1             | مندوب الثوار الفلسطينيين. ذهب إلى الشام من أجل الحصول على أسلحة من رجال الغوطة |
| نوار بلبل       | إلياس الفلسطيني (أبو يوسف)    | 4             | (إلياس) ثائر مسيحي فلسطيني، جاء الي الشام برفقة صديقه أبو أحمد لجلب السلاح إلى فلسطين، يستشهد في الحلقة 17 من الجزء الرابع |
| وائل أبو غزالة  | ياسر الفلسطيني (أبو أحمد)     | 4             | (ياسر) ثائر فلسطيني، جاء الي الشام برفقة صديقه أبو يوسف لجلب السلاح الي فلسطين، بعد استشهاد رفيقه أبو يوسف يوصله برفقة الشباب مع السلاح الي فلسطين، ويعود الي الشام ليأخذ بثأر صديقه أبو يوسف ويستشهد في الحلقة 29 من الجزء الرابع |
| إسماعيل مداح    | (أبو حازم)                    | 6             | رجل شهم وصديق العقيد معتز وسمعو ونبيل |
| عبد الكريم غميض | نبيل عدوان                    | 6، 9          | مسيحي أنضم إلى العكيد معتز وسمعو وهو عصبي ويريد قتل الكومندان |

### شخصيات حارة الماوي
| الاسم الحقيقي | الدور                           | الجزء   | معلومات |
| ------------- | ------------------------------- | ------- | --- |
| صالح الحايك   | سبيعي الماوي (المختار أبو صياح) | 3، 4، 5 | مختار حارة الماوي وصديق سابق للزعيم أبي صالح وهو ابو زوجة أبي عرب عقيد حارته. ساعد أهل حارة الضبع كثيراً أثناء حصار الفرنسيين وتولى مسؤولية إيواء أبي حاتم ومعتز بعد هربهما من الحارة |
| أندريه سكاف   | حمدي                            | 3       | جاسوس عند الفرنسيين على حارات الشام وقتل على يد أبي صياح في آخر الجزء الثالث أثناء هروبه من الحارة                                                                                   |
| أيمن رضا      | رضا الماوي (أبو عرب)            | 3       | عقيد حارة الماوي، يحاول الثأر من حارة الضبع لمقتل ابنه الوحيد داخل الحارة أثناء هجوم الدرك على الحارة. قبض عليه الفرنسيين وأودع سجن القلعة                                           |
| غفران علي     | (أم عرب)                        | 3       | ابنة مختار حارة الماوي أبي صياح وزوجة العقيد أبي عرب، قتل ابنها الوحيد في حارة الضبع أثناء هجوم الدرك على الحارة.                                                                    |
| خالد القيش    | أدهم                            | 3       | محامي، وأحد أعضاء الكتلة الوطنية التي كانت تنادي باستقلال الشام، استشهد في معركة دامية بين حارة الضبع والفرنسيين                                                                     |
| هالة حسني     | (أم ادهم)                       | 3       | والدة أدهم المحامي. تساعد ابنها في استضافة رجال الكتلة الوطنية لتحرير الشام |
| مؤيد الملا    | (أبو علي)                       | 3، 9    | أحد الأفراد الذين يعملون عند المختار أبي صياح. كلف بمراقبة صبحي ابن الإدعشري أثناء لجوءه إلى حارة الماوي                                                                             |
| طارق الصباغ   | (أبو عبده)                      | 4       | أحد الأفراد الذين يعملون عند المختار أبو صياح، يعدمه الفرنسيون بعد أن قتل جنود الدرك مع صبحي ابن الإدعشري                                                                            |
|               | عيدو                            | 4، 5    | أحد الأفراد الذين يعملون عند المختار أبي صياح |

### شخصيات حارة المسكي
| الاسم الحقيقي | الدور                    | الجزء   | معلومات |
| ------------- | ------------------------ | ------- | --- |
| اكرم التلاوي  | تحسين مصطفى (أبو تيسير)  | 4، 5    | أخو أبو ممدوح من حارة الضبع. وبيته في حارة المسكي. يقوم بالاتفاق مع ابن عمه أبو الخير لتأمين سرداب إلى حارة الضبع يطل على بيت الإدعشري. يتوفى بمرض في الجزء الخامس                                                                              |
| منى واصف      | جورجيت سليمان (أم جوزيف) | 4، 5    | سيدة مسيحية تعمل داية في حارة المسكي وتمثل نساء الشام ومقاومتهم للمحتل، يكتشفها الفرنسيين ويهاجموا بيتها. ثم تحتجز بالمستشفى بعد إصابتها ويصدر بحقها حكم بإعدامها. تمكن شباب حارة الضبع من تهريبها من المستشفى واستضافتها بمنزل أبو بشير الفران |
| زهير الملا    | حدو                      | 4، 5، 9 | صاحب قهوة حارة المسكي، ثم يعمل عند أبو حاتم يقوم بمساعدة حارة الضبع اثناء حصار الجيش الفرنسي لها |

### شخصيات أخرى
| الاسم الحقيقي   | الدور            | الجزء       | معلومات |
| --------------- | ---------------- | ----------- | --- |
| أحمد خليفة      | أبو أحمد الزبال  | 1، 2، 3، 10 | زبال الحارة، يموت حماره ويقوم الزعيم أبو صالح بإعطاءه حمار جديد لمساعدتة، يقوم البلدية بإبعاده عن الحارة بعد الهجوم على المخفر وتعين أبو قاعود مكانه |
| أحمد الزين      | الخواجة آفو      | 1           | أحد كبار تجار القماش وصديق لأبو إبراهيم، يقوم بمساعدته بعد سرقة ذهبه ويساهم في نمو تجارته من جديد، يغادر لحلب قبيل نهاية الجزء الأول |
| عادل شكري       | أبو فؤاد         | 3           | أحد أكبر تجار الشام وشيخ النحاسين يخطب خيرية ابنة أبو خاطر لابنه كمال. |
| فادي وفائي      | كمال             | 3           | ابن أبو فؤاد أكبر تجار الشام، تزوج خيرية ثم أراد الاختلاء بها قبل موعد زفافه وتشاجر مع شباب حارة الضبع حتى اضطر لاحقاً إلى تطليق خيرية |
| عبد النور بلكة  | الممرض شكري      | 4           | ممرض بالمستشفى. ساهم في معالجة خاطر من الإصابة البليغة التي أصابته قبل أن يذهب إلى بيت أم جوزيف. وهو صديق للحكيم حمزة. |
| طوني موسى       | أبو منير المنشار | 3           | تاجر أسلحة قام بشراء سلاح نوري من أبو جودت وباعه إلى أبو شهاب عن طريق أبو طاحون في نهاية الجزء الثالث. |
| منى واصف        | أم عبد الله      | 2           | مشعوذة، تذهب إليها فريال لعمل سحر لعصام حتى يُرجع لطفية إليه في الجزء الثاني. |
| معن عبد الحق    | صطيف             | 1، 2        | جاسوس من الدرك الفرنسي، قتل الزعيم أبو صالح وأبا سمير الحمصاني، يموت قتلاً على يد أبي شهاب في الجزء الثاني. |
| كمال مرة        | أبو الطيب        | 4، 5        | طباخ في سجن القلعة، يتصف بالمكر والخبث والشر، ورجل انتهازي يركض وراء مصالحه الخاصة ويكون وسيلة بيد المسؤولين يحقق لهم ما يريدون، ويلجأ إلى أساليب ملتوية وسرية لتحقيق مآربهم. |
| قصي خولي        | أبو دياب         | 5           | أحد ثوار الشام. حكم عليه بالسجن والإعدام ويسجن مع أبو عصام بسجن أرواد. وعذب على يد مأمون بيك. هرب من السجن ولجأ لابن خاله أبو فيصل ليساعده في توصيل رسالة من أبي عصام لأسرته. يكشف حقيقة مأمون بيك لحارة الضبع بعد دخوله على هيئة زبال الحارة (أبو قاعود).                                                                            |
| مهيار خضور      | أبو فيصل         | 5           | مراقب ببلدية دمشق. ابن عمة أبو دياب وصديقه. يقوم بتوصيل رسالة أبي عصام إلى أسرته. |
| شادي زيدان      | هلال             | 7           | جاسوس للسلطة. |
| نبيه عربي كاتبي | زعتر             | 7           | سارق من الزبداني يقوم بعدة سرقات في حارة الضبع، يكتشفه العقيد معتز وهو يخطط للنوم في بيت أبو محمود بعد محاولة فاشلة له لسرقة بيت فريال، ولكن يعفو عنه بعدما وعده بالتوبة، واعترف له بسرقة سوار أخته زوجة بشير. |
| زهير عبد الكريم | أبو شاكوش        | 5           | شريك النمس يعرف بأمر مأمون. يُكشف أبو شاكوش على يد أبو حاتم ومعتز. تعاون مع أبو دياب في خطة للإطاحة بمأمون بيك. |
| محمد خاوندي     | أبو ياسر         | 5           | صديق أبو شاكوش. كلّفه أبو شاكوش بخطف أبو شاكر حتى يعرف معلومات وفشل واختطف من طرف أبو شاكر تابع مأمون بيك، يختطفه أبو دياب. |
| خالد المالح     | أبو هلال         | 4           | من رجال مأمون بيك وخادمه الخاص. كان سارقاً سابقاً في حارات الشام ثم تاب وعمل مع مأمون بيك. وبعد خيانته لمأمون بيك يطلب مأمون من أبو ساطور قتل أبو هلال لكن أبو ساطور يقوم باطلاق سراحه. |
| وليد حصوة       | عزيز             | 6           | جاسوس على حارة الضبع، فقير ومسكين في مظهره، يكون السبب في اعتقال صبحي وبعدها يقوم بتتبع معتز فيوقعه معتز في كمين محكم لينكشف ويقر بالتجسس لصالح الفرنسيين فيأتي كبار الحارة للحديث معه ويسأل عن شريكه فيقتله الواوي قبل أن ينطق، وذلك من حيثما ما كان يختبأ ويراقب الحدث.                                                             |
| عبد السلام غبور | أبو راشد         | 7           | أحد التجار الكبار وصديق لعبدو في البيع. |
| غسان اللبني     | أبو شاكر         | 5           | أحد جنود مأمون بيك. بارع في اغتيال الأشخاص. نجح في قتل العريف نوري وأبا طاحون بأمر مأمون بيك. يعمل منجدا في حارة الضبع. قبض عليه أبو دياب بعد محاولته قتل النمس. أعترف لأبو جودت بقتل العريف نوري وأبو طاحون وأودع السجن. |
| سلمى المصري     | أم منصور         | 10، 11، 12  | والدة شهيد تبدأ مفجوعة باستشهاد ابنها في القصف المدفعي الفرنسي الذي طال مبنى البرلمان السوري، وتسعى إلى تقوية بناتها وزوجة ابنها الشهيد. |
| جلال الطويل     | أبو الورد        | 5           | أحد جنود مأمون بيك. يستخدمه مأمون بيك في المضافة وينفذ عمليات داخل الحارة لمصلحة مأمون بيك والفرنسيين. قتله أبو دياب بعد نية أبو الورد إحراق مخزن أبي شهاب وقهوة أبي حاتم بأمر مأمون بيك. |
| سلافة عويشق     | أم عربي          | 5           | امرأة تسكن في ضيعة تعمل بمنتجات الحليب، تلتجأ أم جوزيف للاختباء عندها بعدما أخذ الفرنسيون بيتها، تزوج أم جوزيف ابنتها حسنية لصبحي ابن الادعشري المعروف بأبو عناد. |
| قمر نجار        | حسنية            | 5           | هي ابنة أم عربي وتتزوج من صبحي ابن الادعشري المعروف بأبو عناد. |
| شمس الملا       | صفا              | 9           | هي معروفة بجمالها مما حاول الدرك الفرنسي باغتصابها أمام والديها فطعن والدها دركي فقتله أخر وقتلت والدتها أيضا ثم قتلت ثلاثة دركيين وهربت إلى حارة الضبع عند أبو حازم وهو كان صديق والدها فاحتواها في منزله فتعرف أبو حازم على ابن عمها نزار الذي تمت قراءة فاتحتهما قبل أن يموتا والدي صفا فتزوجا وسافرا إلى تركيا هربا من سطوة فرنسا |